# Landön
Landön ist eine Ortschaft in der Gemeinde Krokom der schwedischen Provinz Jämtlands län beziehungsweise der historischen Provinz Jämtland.
Sie hatte im Jahr 1995 66 und im Jahr 2000 70 Einwohner. Bis 2005 sank die Einwohnerzahl unter 50, sodass Landön den vorherigen Status eines Småort verlor.
Die Siedlung liegt am Länsväg 340 nahe dem See Landögssjön zwischen Krokom und Valsjöbyn, etwa 30 km nördlich des Gemeindesitzes Krokom und 50 km nordwestlich der jämtländischen Residenzstadt Östersund. Sie gehört zur Kirchengemeinde (församling) Offerdal.
Landön ist einer der ältesten und frühestgenannten Orte in Offerdal. Er wird erstmals bereits im Jahr 1315 als landogs afrad genannt. 1470 wird er als Peder i Landog erwähnt.